# گذرنامه اروگوئه‌ای

نمایی از یک‌نسخه گذرنامهٔ اروگوئه‌ای در سال ۲۰۲۰

گذرنامهٔ اروگوئه‌ای یک مدرک سفر بین‌المللی است که توسط کشور اروگوئه صادر می‌شود و بنا بر داده‌های سال ۲۰۲۳، دارندگان آن می‌توانستند به ۱۵۳ کشور دیگر بدون دریافت ویزا سفر کنند یا ویزا در بدو ورود دریافت نمایند. این گذرنامه بر اساس رتبه‌بندی شاخص گذرنامهٔ هنلی در سال ۲۰۲۳ در رتبهٔ ۲۶ قرار داشت.